# Loum Tchaouna
Pour les articles homonymes, voir Tchaouna.
Loum Tchaouna, né le 8 septembre 2003 à N'Djaména (Tchad), est un footballeur franco-tchadien qui évolue au poste d'ailier droit à Burnley FC.

## Biographie

### En club

#### Formation au Stade rennais FC et prêt au Dijon FCO
Loum Tchaouna nait le 8 septembre 2003 à N'Djaména, capitale du Tchad, il signe en 2014 dans le centre de formation du Stade rennais FC après avoir commencé sa formation en Alsace au FC Kronenbourg, au SC Schiltigheim et au RC Strasbourg Alsace. Lors de la saison 2019-2020, il participe à trois matchs de Youth League et délivre une passe décisive.
Le 10 décembre 2020, il signe son premier contrat professionnel au Stade rennais FC jusqu'en 2024.
Le 30 septembre 2021, Loum Tchaouna joue son premier match professionnel avec Stade rennais FC lors d'une rencontre de Ligue 1 face au Girondins de Bordeaux en remplaçant Gaëtan Laborde lors d'un match nul un but partout. Quatre jours plus tard en Ligue Europa Conférence face au Vitesse Arnhem, il est titularisé par Bruno Genesio et est impliqué sur les deux buts rennais provoquant le penalty, transformé par Serhou Guirassy et passeur décisif sur le but de Kamaldeen Sulemana. Son équipe remporte le match sur le score de deux buts à un,.
Après quatorze matchs au club lors de sa première saison avec l'équipe pro, il est prêté sans option d'achat le 30 août 2022, pour gagner du temps de jeu au Dijon FCO en Ligue 2.

#### Départ en Italie (US Salernitana puis Lazio de Rome)
Le 31 août 2023, Loum Tchaouna s'engage en faveur de l'US Salernitana jusqu'en 2026,. 
Après une seule saison, il rejoint la Lazio de Rome avec qui il découvre la Ligue Europa.

#### Arrivée à Burnley
Le 2 juillet 2025, Loum Tchaouna signe au Burnley pour cinq saisons, le liant au club anglais jusqu'en 2030. 

### En sélection nationale
Possédant la double nationalité, Loum Tchaouna est sélectionnable avec l'équipe de France comme avec l'équipe du Tchad.
Loum Tchaouna joue avec les équipes de jeunes de l'équipe de France depuis les moins de 16 ans puis les moins de 17 ans avec qui il joue l'Euro 2020. Il joue également l'Euro 2022 avec les moins de 19 ans et termine meilleur buteur. 
Il découvre ensuite l'équipe des moins de 20 ans avant d'être appelé en équipe espoirs pour la première fois en octobre 2024. En juin 2025, il est sélectionné pour participer à l'Euro espoirs.  

## Statistiques détaillées
| Saison                | Club                  | Championnat           | Championnat | Championnat | Championnat | Coupe nationale | Coupe nationale | Coupe nationale | Coupe de la Ligue | Coupe de la Ligue | Coupe de la Ligue | Compétition(s) continentale(s) | Compétition(s) continentale(s) | Compétition(s) continentale(s) | Compétition(s) continentale(s) | Total | Total | Total |
| Saison                | Club                  | Division              | M.          | B.          | P.d.        | M.              | B.              | P.d.            | M.                | B.                | P.d.              | Comp.                          | M.                             | B.                             | P.d.                           | M.    | B.    | P.d.  |
| 2021-2022             | Stade rennais FC      | Ligue 1               | 10          | 0           | 0           | 0               | 0               | 0               | -                 | -                 | -                 | C4                             | 4                              | 0                              | 2                              | 14    | 0     | 2     |
| 2022-2023             | Dijon FCO (prêt)      | Ligue 2               | 28          | 1           | 2           | 1               | 1               | 0               | -                 | -                 | -                 | -                              | -                              | -                              | -                              | 29    | 2     | 2     |
| Sous-total            | Sous-total            | Sous-total            | 38          | 1           | 2           | 1               | 1               | 0               | -                 | -                 | -                 | -                              | 4                              | 0                              | 2                              | 43    | 2     | 4     |
| 2023-2024             | US Salernitana        | Serie A               | 33          | 4           | 3           | 2               | 2               | 0               | -                 | -                 | -                 | -                              | -                              | -                              | -                              | 35    | 6     | 3     |
| 2024-2025             | Lazio Rome            | Serie A               | 24          | 1           | 0           | 2               | 0               | 0               | -                 | -                 | -                 | C3                             | 11                             | 1                              | 1                              | 37    | 2     | 1     |
| Sous-total            | Sous-total            | Sous-total            | 57          | 5           | 3           | 4               | 2               | 0               | -                 | -                 | -                 | -                              | 11                             | 1                              | 1                              | 72    | 8     | 4     |
| 2025-2026             | Burnley FC            | Premier League        | 1           | 0           | 0           | -               | -               | -               | -                 | -                 | -                 | -                              | -                              | -                              | -                              | 1     | 0     | 0     |
| Total sur la carrière | Total sur la carrière | Total sur la carrière | 96          | 6           | 5           | 5               | 3               | 0               | -                 | -                 | -                 | -                              | 15                             | 1                              | 3                              | 116   | 10    | 8     |

## Palmarès

### Distinctions individuelles
- Meilleur buteur de l'Euro des moins de 19 ans en 2022 avec quatre buts[13].

## Vie privée
Son frère, Haroun Tchaouna, est footballeur international tchadien. 